# روجر هوكينز
روجر هوكينز (بالإنجليزية: Roger Hawkins)‏ هو موسيقي جلسات ‏ وطبال أمريكي، ولد في 16 أكتوبر 1945 في ميشاواكا في الولايات المتحدة.

## وصلات خارجية
- روجر هوكينز على موقع IMDb (الإنجليزية)
- روجر هوكينز على موقع ميوزك برينز (الإنجليزية)
- روجر هوكينز على موقع أول ميوزيك (الإنجليزية)
- روجر هوكينز على موقع ديسكوغز (الإنجليزية)